# 交通事故の過失割合
交通事故の過失割合（こうつうじこのかしつわりあい）とは、交通事故におけるお互いの過失（不注意）の度合いを割合で表したもの。

## 概要
車両等の交通を原因とする人の死傷または物の損壊（＝交通事故）が起きた場合には、通常、故意または過失によって他人の権利・利益を侵害したものとして、民法第709条により、損害賠償義務を負うことになる。また、自動車損害賠償保障法（自賠法）の規定により、自動車（原動機付自転車を含む）の運行供用者（名義人）は、自動車等の運行により他人を死傷させたときには、その損害を賠償する義務を負う。
しかし、交通事故が発生したとき、損害を被った者にも事故を発生させた原因（過失）がある場合、損害を被らせた者だけに損害額を負担させることは公平感・納得性に欠けるものである。よって、過失相殺によって被害者の過失に相応する分を減額する。これは通説、判例のみならず実務上も確立しており、車両の種類、事故の態様、道路交通法上の優劣関係によって過失割合が具体的数字として類型化されている。
例えば加害者の過失が60%程度、被害者の過失が40％程度である場合、過失割合6:4などという。この場合、被害者に生じた損害の額が1000万であるとすれば、加害者は600万円の賠償を行えば足りることになる。
日本国内においては、交通事故が大量に発生する実情により、賠償実務において迅速且つ公正に処理を行う必要性から、過失相殺の割合を類型化して取り扱う実務が定着している。その実務の集積として、別冊判例タイムズ№16『民事交通訴訟における過失相殺率の認定基準』全訂4版（判例タイムズ社　発行・東京地裁民事交通訴訟研究会　編）が発行されている。同書では事故類型・当事者の車格等に応じて細かく類型化・基準化されており、損害保険（自動車保険）の処理を始め、紛争処理、弁護士による斡旋、調停や訴訟と、交通事故の損害賠償実務において非常に多くの場で用いられている。
ただし、実際には、事故による損害総額、当事者の意向、当事者が加入する任意保険の補償範囲等により、類似した事故類型・発生原因であっても、割合値に若干の変動がある場合があることに留意する必要がある。
また、交通的な弱者を保護する観点から、同じ現場・進行方向の類型であっても、例えば四輪車同士の事故と四輪車もしくは二輪車対自転車の事故とでは過失割合が変わる傾向にある。前掲『民事交通訴訟における過失相殺率の認定基準』では、車両対歩行者、四輪車同士、四輪車対二輪車（二輪車側に人身損害が発生していることを前提）、四輪車若しくは二輪車対自転車に分類して、基準値を設定している。

## 過失割合の決定過程
過失割合は、事故により生じた当事者間の法律関係を決定するものであるから、終局的には裁判所において決定されるものである。しかしながら、全ての交通事故が裁判で決着されるわけではなく、そこに至る前の段階でも、各当事者が各々過失割合を主張し、合意を形成しうる。
初期段階においては、実際に損害額を支払うことになる損害保険会社から提示されることが多い。当事者がこれに合意（示談）すれば、合意された過失割合により責任が分担される。
日本国内においては任意自動車保険の普及率が高い。物的損害については加害者による直接賠償以外には任意自動車保険でしか対応できず、人身損害については任意自動車保険が自賠責保険の支払範囲外を支払うことから、任意保険会社が提示した過失割合により合意されることも少なくない。
損害保険会社が提示した過失割合で当事者が納得しない場合は、交通事故紛争処理センターによる裁定や、訴訟・調停といった司法手続により決定される。2000年代後半からは、任意自動車保険への弁護士費用負担特約が普及したことから、訴訟や調停に持ち込まれるケースが増えたとされる。

## 自賠責保険での過失相殺
自動車損害賠償責任保険（通称：自賠責）は、人身事故によって生じた事故の保険のみの取扱いであり、物損事故は取扱われない。
被害者保護の観点から、被害者に多少の過失（＝事故発生原因）があっても、重過失と認められない限り、減額が行われないようになっている。減額については被害者側の過失割合が70％以上100％未満の場合に行われる。減額割合については交通事故の損害賠償 - 日本損害保険代理業協会 ページ10を参照。
なお、保険者（自賠責保険）に被害者側の過失割合が100%であり、自賠法3条但し書きにより自賠責保険が免責されるう認定された場合には、自賠責保険から保険金は支給されない。この場合は過失割合について交通事故紛争処理センターや訴訟の場で争う事になる。なお、訴訟でも加害者に無過失と認定された場合には当然損害賠償義務は否定される。

## 任意保険での過失相殺
人身事故で上記の限度額を超えた場合、又は物損事故の場合、加害者の加入している任意保険からの補償となる。任意保険の場合は過失割合に応じて過失相殺が行われる。
この場合、自賠責保険の適用範囲も含めて過失相殺が行われる。例えば、後遺障害を伴わない傷害事故において、損害額200万円・被害者の過失30%の場合、損害賠償額は120万円+80万円×70%=176万円にならず、200万円×70%=140万円になる。しかし、損害額200万円・被害者の過失50%の場合、200万円×50%=100万円にならず、自賠責保険の120万円が適用される。
加害者・当事者同士が任意保険に加入していた場合、過去の判例などから一般的な負担割合を保険会社が提示し、それに基づいて示談で解決するといった形が一般的である。その場合、民事交通訴訟における過失相殺率等の認定基準や交通事故損害額算定基準などを認定基準として考慮することが多いが、あくまで目安にすぎない。
もし、被害者の過失割合が0と認められた場合、被害者が加入する保険会社は支払い義務がないので、原則として案件に関与できない（弁護交渉代理など特約が必要となる）。逆に、保険会社同士が特約なく交渉する場合には、過失割合は0ではないとみなして案件に関与するので、契約内容によっては満額支払われないことがあり、注意が必要である。

## 過失割合における主な加算・減算要素
日本での過失割合は、交通弱者の保護の観点から、大型車＜普通車＜オートバイ＜自転車＜歩行者、の順番で過失割合の算定上も保護がなされている。
特に、自動車・オートバイと、それ以外（自転車・歩行者）との事故で、自転車・歩行者が死傷の被害者になった場合には、自動車損害賠償保障法の無過失責任の原則により、自動車・オートバイの運行供用者、運転者に極めて重い責任が民事上も課せられることとなる。また、自動車・オートバイの間でも、加害者が大型車の場合には、大型車であることだけを理由として過失割合が加算され、また、被害者がオートバイの場合は、二輪であることだけを理由として過失割合が減算される傾向にある。
例として、歩行者が赤で横断歩道を横断開始し、青で進入してきた自動車との間で死傷事故が起きた場合にも、過失割合の基本割合は、歩行者側に70％となり、すなわち自動車側は、歩行者側の死傷による損害について、損害額の30％を支払う義務が生ずることになる。
運転者は常に「かもしれない運転」を心がけなければならないという理論である。同様に「自動車同士」「自動車とバイク」などでも、大きい車両を運転する側が過失責任を問われることが多い。ただし、交通弱者保護とはいえ、誰にも注意義務があることに変わりはないので、過失相殺に基づく過失割合につき、相手方と交通弱者側の過失割合が逆転することもある。
過失割合における加算・減算要素はの一例は次の通りである。また、下記の修正要素は、事故の主要な態様の種別によって採否が細かく変わるものであって、全ての項目が必ずしも適用される訳ではない。また、事故の主要な態様分類について仔細な分類（横断歩道の有無、信号機の有無、信号のタイミング、交差点の状況や直進・右折・左折のその他の状況）がされており、一概に適用されるものではない。

### 歩行者と自動車の場合
- 横断歩道

歩行者側の信号が青のときは、原則として自動車側の過失が100%となり、青信号で横断中の歩行者側に過失が認められることはまずない。双方の信号の色によって過失割合が変化し、歩行者側が交通ルールを守っていない場合は歩行者側にも過失が発生する。
信号のない横断歩道の場合は、夜間や幹線道路、直前直後横断の場合に最大で5～25%程度の過失相殺がなされる場合がある。
- 横断禁止の道路標識、または横断を妨げる交通施設（柵）ありでの横断

道路標識に違反して敢えて横断した場合はもとより、歩道や中央分離帯の柵などを殊更に乗り越えて横断を強行したような場合にも過失割合が加算される場合もある。
- 直前直後横断・佇立・後退

横断歩道であっても、何らかの理由で横断歩道の前後に車両が止まっており見通しが悪い場合の場合には、歩行者側にも状況に注意する必要ありとされて、最大で10%程度の過失相殺がなされる場合もある（交通整理されている場合は対象外）。後退についても、いったん自動車の前を横切り終えたその直後に、再びいきなり後退して自動車の前に戻ってきたような場合には、自動車側の予測可能性が減少するとして、歩行者側に過失割合が加算されることがある。
- 夜間

自動車が走行中ライトを点灯している場合、歩行者はその発見が容易である。逆に、自動車側からは歩行者の発見が難しい。そのため、歩行者に5％程度の過失割合が加算される場合もある。
- 幹線道路

車両の通行が頻繁で、車両が比較的高速で走行するような道路を横断・通行する際、歩行者は通行する車両に対し注意を払い、安全を確認する必要が生じる。自動車は、他の道路に比すれば歩行者が横断してくることの予見性に乏しく、また、高速走行していれば回避の余地が制約される。そのため、歩行者に10％程度の過失割合が加算される場合もある。
- 幼児と身体障害者、児童と高齢者

歩行者がこれらのカテゴリーに該当する場合、行動能力・視野が比較的狭く、そのうえ歩行速度が遅いと当然に推定されるため、自動車側は一層の注意を持って運転すべきである。したがって、被害者がこれらの歩行者である場合には、それだけを理由として、歩行者の過失割合が減算される場合がある。幼児・身障者は20％程度、児童・一般の高齢者は10％程度となる。
- 集団横断

自動車側からの発見が容易である。そのため、歩行者の過失割合が減算される要素となる。
- 住宅街・商店街など

これらの場所では「歩行者の通行が頻繁である」と当然に推定されるので、自動車側は一層注意すべきである。したがって、歩行者の過失割合の減算要素となる。

### 自動車と自動車の場合
- 信号機のない交差点

優先道路側、または道路幅の広い道路を走行している自動車に過失割合が減算される要素となる。
見通しの悪い交差点では、左方優先が原則となる。
- センターラインオーバー

直線道路でのセンターラインオーバーは、オーバーした方が100%の過失となるが、速度・道路状況によって修正されることがある。
- 追突事故

基本は追突側の過失が100%となるが、追突された側に道路交通法24条に違反するような不必要・不確実な急ブレーキがあった場合、追突した側の過失割合が減算される要素となる。

### バイク特有の過失要素
- ヘルメットの不装着はバイクの大きな過失加算要素となる（不装着が損害と因果関係がある場合）。

### 自転車特有の過失要素
- 夜間の無灯火は自転車の大きな過失加算要素となる。
- 二人乗りによる運転は自転車の大きな過失加算要素となる。
- 手放し運転（片手運転を含む）は自転車に非常に大きな過失加算要素となる。携帯電話を操作しながらの運転、傘差し運転、音楽などを聴きながらの運転なども含まれる。

### 高速道路上の場合
- 追突事故

追突事故は、基本的に一般道と同じく、追突した側に100%の過失を問われるが、追突された側が道路交通法24条に違反するような不必要・不確実な急ブレーキを行った場合、追突した側にとって、一般道よりも非常に大きな過失減算要素となる。
- 車線変更時の接触

基本的には車線変更をした方が大きい過失を問われるが、速度・追い越された側の意図的な車線変更の邪魔等があった場合にはかなり修正される。

### 歩行者・車両全般
- 著しい過失若しくは重過失

無免許運転や、車両運転者の酒気帯び・酒酔い運転、歩行者の泥酔歩行などは、一般的に事故発生原因に直接結びつかなくても、画一的に修正する傾向にある。

## 主な交通事故の基本過失割合の一覧

### 歩行者と四輪車の事故

#### 横断歩道での事故
- 信号がない横断歩道

| 四輪車側の状況 | 歩行者側の状況     | 四輪車 | 歩行者 |
| -------------- | ------------------ | ------ | ------ |
| 直進右左折     | 信号がない横断歩道 | 100    | 0      |

- 信号のある交差点を直進する四輪車と横断歩道を横断する歩行者との事故

| 四輪車側の状況 | 歩行者側の状況                           | 四輪車 | 歩行者 |
| -------------- | ---------------------------------------- | ------ | ------ |
| 赤で侵入       | 青で横断開始                             | 100    | 0      |
| 赤で侵入       | 青で横断開始後、赤になった               | 100    | 0      |
| 赤で侵入       | 赤で横断開始後、青になった               | 90     | 10     |
| 赤で侵入       | 黄で横断開始                             | 90     | 10     |
| 赤で侵入       | 赤で横断開始                             | 80     | 20     |
| 黄で侵入       | 赤で横断開始                             | 50     | 50     |
| 青で侵入       | 赤で横断開始                             | 30     | 70     |
| 青で侵入       | 青で横断開始後、赤になった               | 80     | 20     |
| 青で侵入       | 黄で横断開始後、赤になった               | 70     | 30     |
| 青で侵入       | 青で横断開始後、安全地帯付近で赤になった | 70     | 30     |
| 青で侵入       | 黄で横断開始後、安全地帯付近で赤になった | 60     | 40     |

- 信号のある交差点を右左折する四輪車と横断歩道を横断する歩行者との事故

| 四輪車側の状況 | 歩行者側の状況             | 四輪車 | 歩行者 |
| -------------- | -------------------------- | ------ | ------ |
| 赤で侵入       | 赤で横断開始               | 80     | 20     |
| 赤で侵入       | 青で横断開始後、赤になった | 100    | 0      |
| 赤で侵入       | 赤で横断開始後、青になった | 90     | 10     |
| 黄で侵入       | 黄で横断開始               | 80     | 20     |
| 黄で侵入       | 赤で横断開始               | 70     | 30     |
| 青で侵入       | 赤で横断開始               | 50     | 50     |
| 青で侵入       | 黄で横断開始               | 70     | 30     |
| 青で侵入       | 青で横断開始               | 100    | 0      |

#### 横断歩道のない場所
- 横断歩道のない交差点(広路や幹線道路)

| 四輪車側の状況 | 歩行者側の状況 | 四輪車 | 歩行者 |
| -------------- | -------------- | ------ | ------ |
| 直進           | 横断           | 80     | 20     |
| 右左折         | 横断           | 90     | 10     |

- 横断歩道のない交差点(狭路)

| 四輪車側の状況 | 歩行者側の状況 | 四輪車 | 歩行者 |
| -------------- | -------------- | ------ | ------ |
| 直進右左折     | 横断           | 90     | 10     |

- 横断歩道も交差点もないときに道路を歩行者が横断した場合

| 四輪車側の状況 | 歩行者側の状況 | 四輪車 | 歩行者 |
| -------------- | -------------- | ------ | ------ |
| 直進           | 道路を横断     | 80     | 20     |

#### その他
- 歩道と車道の区別がない道路での事故

| 四輪車側の状況 | 歩行者側の状況                   | 四輪車 | 歩行者 |
| -------------- | -------------------------------- | ------ | ------ |
| 走行           | 右側通行                         | 100    | 0      |
| 走行           | 左側通行                         | 95     | 5      |
| 走行           | 道幅8m以上の道路の中央部分を走行 | 80     | 20     |
| 走行           | その他                           | 90     | 10     |

- 道路で人が横たわったり座り込んでいた場合

| 四輪車側の状況 | 歩行者側の状況 | 四輪車 | 歩行者 |
| -------------- | -------------- | ------ | ------ |
| 昼間           | 昼間           | 70     | 30     |
| 夜間           | 夜間           | 50     | 50     |

- 駐車場内での事故

| 四輪車側の状況 | 歩行者側の状況 | 四輪車 | 歩行者 |
| -------------- | -------------- | ------ | ------ |
| 駐車内での事故 | 駐車内での事故 | 90     | 10     |

### 四輪車同士の事故

#### 信号がない交差点での事故
- 左方車と右方車の交差車両同士の事故

| 左方車側の状況 | 右方車側の状況 | 左方車 | 右方車 |
| -------------- | -------------- | ------ | ------ |
| 同程度の速度   | 同程度の速度   | 40     | 60     |
| 減速なし       | 減速あり       | 60     | 40     |
| 減速あり       | 減速なし       | 20     | 80     |

- 片方が一方通行違反したときの交差車両同士の事故

| 四輪車(一方通行でないの状況)側 | 四輪車(一方通行違反)側の状況 | 四輪車A | 四輪車B |
| ------------------------------ | ---------------------------- | ------- | ------- |
| 一方通行ではない               | 一方通行違反                 | 20      | 80      |

- 一方が明らかに広い道路での交差車両同士の事故

| 四輪車(広路)側の状況 | 四輪車(狭路)側の状況 | 四輪車(広路) | 四輪車(狭路) |
| -------------------- | -------------------- | ------------ | ------------ |
| 同程度の速度         | 同程度の速度         | 30           | 70           |
| 減速なし             | 減速あり             | 40           | 60           |
| 減速あり             | 減速なし             | 20           | 80           |

- 一方に一時停止規制があるときの交差車両同士の事故

| 四輪車(規制なし)側の状況 | 四輪車(規制あり)側の状況 | 四輪車(規制なし) | 四輪車(規制あり) |
| ------------------------ | ------------------------ | ---------------- | ---------------- |
| 同程度の速度             | 同程度の速度             | 20               | 80               |
| 減速なし                 | 減速あり                 | 30               | 70               |
| 減速あり                 | 減速なし                 | 10               | 90               |
|                          | 一時停止後侵入           | 40               | 60               |

- 一方が優先道路の交通車両同士の事故

| 四輪車(優先)側の状況 | 四輪車(非優先)側の状況 | 四輪車(優先) | 四輪車(非優先) |
| -------------------- | ---------------------- | ------------ | -------------- |
| 優先                 | 非優先                 | 10           | 90             |

- 対向車同士の右直事故

| 四輪車(直進)側の状況 | 四輪車(右折)側の状況 | 四輪車(直進) | 四輪車(右折) |
| -------------------- | -------------------- | ------------ | ------------ |
| 直進                 | 右折                 | 20           | 80           |

## 刑事処分における過失割合の考慮
人身事故の場合、過失運転致死傷罪などの刑事責任も下される。そのとき事故原因が専ら加害者にあるのか、それとも被害者にもあるのか（つまり「専ら以外」）によって、罰金や付加点数が変わる。たとえば、『専ら以外の原因で治療期間15日未満の軽傷事故又は建造物損壊に係る交通事故』では付加点数2点で罰金12万円以上だが、『専らの原因で治療期間15日未満の軽傷事故又は建造物損壊に係る交通事故』と判断された場合は、事故の度合いが同じでも付加点数3点、罰金20万円以上と重くなっている。
また、事故の相手方に人身損害を負わせて自動車運転過失傷害罪で送致（書類送検）されたとしても、事故の相手方がセンターラインオーバーしたり信号無視したりして専ら事故の相手方に事故発生の主原因がある場合には、不起訴（起訴猶予）となる事例が多い。